# Giddarbāha
Giddarbāha är en ort i Indien.   Den ligger i distriktet Muktsar och delstaten Punjab, i den norra delen av landet, 300 km nordväst om huvudstaden New Delhi. Giddarbāha ligger 199 meter över havet och antalet invånare är 39 243.
Terrängen runt Giddarbāha är mycket platt. Runt Giddarbāha är det tätbefolkat, med 493 invånare per kvadratkilometer. Närmaste större samhälle är Malaut, 17,7 km väster om Giddarbāha. Trakten runt Giddarbāha består till största delen av jordbruksmark.